# Noël Czuczor
Noël Czuczor (* 25. března 1989, Nové Zámky) je slovenský herec.

## Život
Vystudoval divadelní fakultu VŠMU v Bratislavě. Za nejlepší mužský herecký výkon v hlavní roli ve filmu Čistič získal roku 2016 cenu Igric.
V roce 2020 ztvárnil jednu z hlavních rolí ve filmu Zpráva, který pojednává o útěku Alfréda Wetzlera a Rudolfa Vrby z koncentračního tábora v Osvětimi. Aby v roli působil věrohodně, zhubl 18 kilogramů.

## Filmografie

### Filmy
- 2015: Čistič
- 2015: Sedmero krkavců
- 2018: Ophelia
- 2020: Zpráva, role Freddyho (Alfréd Wetzler)
- 2022: Světlonoc
- 2022: Láska hory přenáší
- 2024: Fentasy

### TV seriály
- 2021: Nemocnica
- 2020: Nový život
- 2019: Delukse
- 2018: Milenky
- 2017: Za sklom
- 2012: Búrlivé víno
- 2012: Rodinné prípady
- 2012: Mesto tieňov
- 2008: Panelák

## Hosť
- 2019: Tvoja tvár znie povedome
- 2019: Čo ja viem
- 2019: Slnko v sieti
- 2018: Dobre vedieť!
- 2018: Neskoro večer

## Divadlo
- 2020: Zajačik (Štúdio L+S)